# Causus rasmusseni
Espèce
Causus rasmusseni est une espèce de serpents de la famille des Viperidae. 

## Répartition
Cette espèce est endémique de Zambie. Elle se rencontre de Ikelenge à Lalumbila.

## Étymologie
Cette espèce est nommée en l'honneur de Jens Bødtker Rasmussen.

## Publication originale
- Broadley, 2014 : A new species of Causus lichtenstein from the Congo/Zambezi watershed in north-western Zambia (Reptilia: Squamata:Viperidae). Arnoldia Zimbabwe, vol. 10, no 29, p. 341-350.